# Bauernhaus Westerdeich
Das Bauernhaus Westerdeich befindet sich in Bremen, Stadtteil Woltmershausen, Ortsteil Rablinghausen, Westerdeich 146. 
Es steht seit 1978 unter Bremer Denkmalschutz.

## Geschichte
Das eingeschossige, verputzte Fachwerkhaus mit einem reetgedecktem Krüppelwalmdach und den Pferdeköpfen als Giebelschmuck über dem Eulenloch wurde vermutlich im 18. Jahrhundert vielleicht in der Epoche des Klassizismus gebaut. Rablinghausen hatte um diese Zeit um die 100 Einwohner mit der Deichkirche (Kark an’ Diek) von 1750, die ganz in der Nähe steht. Ein altes Kanalprojekt an dieser Straße von vor 1914 wurde nicht realisiert, jedoch alle anderen alten Bauernhäuser an der Straße abgerissen.
Heute (2018) wird das städtische Gebäude als Wohnhaus genutzt. 